# Flêtre
 Flêtre  (en neerlandés Vleteren) es una población y comuna francesa, en la región de Norte-Paso de Calais, departamento de Norte, en el distrito de Dunkerque y cantón de Bailleul-Sud-Ouest.

## Demografía
| 650 | 660 | 623 | 662 | 709 | 742 |
| Para los censos de 1962 a 1999 la población legal corresponde a la población sin duplicidades (Fuente: INSEE [Consultar]) |     |     |     |     |     |